# 岩崎彦雄

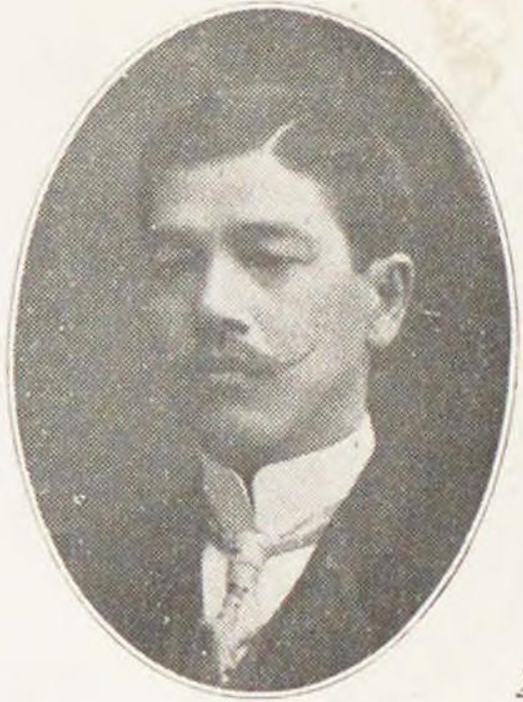
岩崎彦雄

岩崎 彦雄（いわさき ひこお、1881年（明治14年）12月1日 - 1956年（昭和31年）6月29日）は、明治時代後期から昭和時代前期の政治家、実業家。衆議院議員（1期）。

## 経歴
素封家・岩崎彦左衛門の長男として、のちの静岡県安倍郡麻機村（現静岡市葵区）に生まれる。26歳にして麻機村農会長に選ばれ、安倍郡農会幹事を経て、30歳の時、麻機村長に就任する。さらに翌年、安倍郡農会長を経て、静岡県会議員に当選。ついで33歳の時、静岡県柑橘組合連合会長に推された。ほか、日本農具、静岡賤機焼陶業、日本山羊各社長を歴任した。
1915年（大正4年）3月の第12回衆議院議員総選挙では静岡県郡部から出馬し当選。衆議院議員を1期務めた。